# گلنوود سیتی (ویسکانسین)
گلندوود سیتی، ویسکانسین  (به انگلیسی: Glenwood City) شهری در شهرستان سینت کروی ایالت ویسکانسین است که در سال ۱۸۹۵ بنیان‌گذاری شده‌است. این شهر طبق سرشماری سال ۲۰۱۰ میلادی ۱٬۲۴۲ نفر جمعیت داشته‌است.